# Labus philippinensis
Labus philippinensis är en stekelart som beskrevs av Giordani Soika 1968. Labus philippinensis ingår i släktet Labus och familjen Eumenidae. Inga underarter finns listade i Catalogue of Life.